# Liste der denkmalgeschützten Objekte in Valeč
Grundlage dieser Liste der denkmalgeschützten Objekte in Valeč ist die ÚSKP-Liste (Ústřední seznam kulturních památek České republiky, deutsch Zentrale Liste der Kulturdenkmäler der Tschechischen Republik), die von der tschechischen Denkmalschutzbehörde NPÚ (Národní památkový ústav, deutsch Nationale Denkmalbehörde) seit 1987 geführt wird und an die seit dem Jahr 1850 geschaffenen Listen anschließt.

## Denkmalgeschützte Objekte in der Gemeinde Valeč nach Ortsteilen

### Valeč(Waltsch)
| Lage                                                                         | Objekt                                         | Beschreibung | ÚSKP-Nr.                  | Bild           |
| ---------------------------------------------------------------------------- | ---------------------------------------------- | --- | ------------------------- | -------------- |
| Valeč, Náměstí (Standort)                                                    | Kirche der Geburt des hl. Johannes des Täufers | Ursprünglich eine gotische Kirche aus der Mitte des 13. Jahrhunderts, wurde sie um die Wende vom 16. zum 17. Jahrhundert im Renaissancestil umgebaut. Die heutige Zustand der Kirche mit achteckigem Presbyterium und einem prismatischen Turm an der Westseite entstand durch einen barocken Umbau aus der Wende vom 17. zum 18. Jahrhundert. | 33838/4-1110 Info Katalog | weitere Bilder |
| Valeč, Náměstí 119 (Standort)                                                | Bauernhaus Nr. 119                             | Bauerngehöft, einstöckiges Bauernhaus auf rechteckigem Grundriss mit Krüppelwalmdach und einer fünfachsigen Fassade, heute Sitz des Gemeinde- und Postamtes. Der barocke Bau aus der Mitte des 18. Jahrhunderts wurde Anfang des 19. Jahrhunderts umgebaut. | 13106/4-4916 Info Katalog | weitere Bilder |
| Valeč, Náměstí 33 (Standort)                                                 | Haus Nr. 33                                    | Bürgerhaus (Eckhaus) auf dem Ringplatz, dem es mit einer vierachsigen Fassade zugewandt ist, ursprünglich vermutlich ein barockes Gebäude, das im 19. Jahrhundert umgebaut wurde. Authentisch erhaltenes Interieur und Exterieur, erhaltene Fachwerk- und Holzkonstruktionen. Im Hofteil schließt sich rechtwinklig an das Hauptwohngebäude ein einstöckiges Nebengebäude aus Backstein mit einem Backsteingewölbe an. | 104576 Info Katalog       | weitere Bilder |
| Valeč, Náměstí (Standort)                                                    | Mariensäule                                    | Eine barocke Sandsteinsäule mit einer Mariensäule (Mariä Himmelfahrt) in der Nähe der Kirche der Geburt des hl. Johannes des Täufers. Vermutlich zwischen 1716 und 1721 vom Bildhauer Oswald Josef Wenda geschaffen. Die Jungfrau Maria steht auf der Mondsichel, die Hände vor der Brust gefaltet, einen Heiligenschein aus 12 Sternen um ihren Kopf. | 28927/4-1114 Info Katalog | weitere Bilder |
| Valeč, Karlovarská 5 (Standort)                                              | Ehem. Spital                                   | Das Gebäude des ehemaligen Spitals wurde 1738 bis 1741 von Graf Johann Ferdinand Kager-Globen erbaut. Ein freistehendes Gebäude auf U-förmigem Grundriss mit einer neunachsigen Hauptfassade. In der Fassade befindet sich ein Steinportal mit dem Wappen der Stampacher Allianz. Später als Schule, Kino und Kindergarten genutzt. | 41054/4-1116 Info Katalog | weitere Bilder |
| Valeč, Karlovarská 6 (Standort)                                              | Pfarrhaus                                      | Das Areal des Pfarrhauses besteht aus dem Pfarrgebäude, einer Nischenkapelle der hl. Dreifaltigkeit und einer Stützmauer. Die Anlage wurde Anfang des 18. Jahrhunderts im Barockstil erbaut und bildet zusammen mit der Schlosskirche und dem Schloss eine wertvolle städtebauliche Anlage. | 47144/4-1117 Info Katalog | weitere Bilder |
| Valeč 1, westlich vom Ringplatz (Standort)                                   | Schloss Valeč                                  | Die Schlossanlage besteht aus dem Schlossgebäude, der Schlosskirche mit Dreifaltigkeitssäule und einem großen Park mit wertvollem Skulpturenschmuck und anderen Objekten. An der Umsetzung war die Werkstatt von F. Barelli, G. A. Biana Rossa, J. K. Thiel und M. B. Braun beteiligt. Das Schloss mit eindrucksvoller zweitürmiger Ostfassade und angrenzendem Park steht auf einer exponierten Geländeterrasse, die an der Nord-, Ost- und Südseite zur Stadt hin abfällt. Bis 1975 wurde das Schloss als Jugendheim genutzt, nach einem Brand wurde es vom Regionalzentrum für staatliche Denkmalpflege und Naturschutz (KSSPPOP) erworben. | 45085/4-1109 Info Katalog | weitere Bilder |
| Valeč, Karlovarská (Standort)                                                | Dreifaltigkeitskirche                          | Dreifaltigkeitskirche (Schlosskirche) als Teil der Schlossanlage - Barockkirche, erbaut 1722-1728 nach dem Projekt des italienischen Architekten Giovani Antonio Bianna Rossa, nach 1945 nicht mehr kirchlich genutzt, in den Jahren 2009-2011 generalsaniert | 45085/4-1109 Info Katalog | weitere Bilder |
| Valeč, Karlovarská (Standort)                                                | Dreifaltigkeitssäule                           | Dreifaltigkeitssäule als Teil der Schlossanlage, errichtet 1727–1730 vom Bildhauer Anton Braun, nach einem Entwurf von Franz Maximilian Kaňka (1674–1766) | 45085/4-1109 Info Katalog | weitere Bilder |
| Valeč, Podbořanská, Jabloňová, gegenüber vom Haus Podbořanská 159 (Standort) | Speicher                                       | Ein außergewöhnlich gut erhaltener Getreidespeicher, wahrscheinlich vom Ende des 18. Jahrhunderts. Ein Gebäude mit zwei Stockwerken aus Bruchsteinmauerwerk mit geringem Anteil an gebrannten Ziegeln, errichtet auf rechteckigem Grundriss. | 105385 Info Katalog       | weitere Bilder |
| Valeč, Podbořanská, auf dem Friedhof (Standort)                              | Friedhofskirche Maria Schmerzen                | Friedhofsareal, bestehend aus der Friedhofskirche (Friedhofskapelle) Maria Schmerzen, der Umfassungsmauer und zwei Toren. Die Kirche wurde 1751 im spätbarocken Stil auf Betreiben des Waltscher Pfarrers Mathäus Georg Manitzer erbaut. | 47115/4-1113 Info Katalog | weitere Bilder |
| Valeč, Široká, bei Nr. 150 (Standort)                                        | Statue des hl. Johannes von Nepomuk            | Sandsteinstatue des hl. Johannes von Nepomuk auf prismatischem Sockel, vermutlich aus dem 18. Jahrhundert. Der Heilige ist hier als Kanonikus mit abgenommenem Barett in der rechten Hand dargestellt, in der linken hält er ein inzwischen zerbrochenes Kruzifix. | 21624/4-1115 Info Katalog | weitere Bilder |

### Jeřeň(Girschen)
| Lage                                      | Objekt            | Beschreibung | ÚSKP-Nr.                 | Bild           |
| ----------------------------------------- | ----------------- | --- | ------------------------ | -------------- |
| Jeřeň, östlich vom Haus Nr. 23 (Standort) | Ehem. Wasserfeste | Ehem. Wasserfeste, archäologische Spuren. Die Festung hat einen ungefähr kreisförmigen Grundriss mit einem Durchmesser von 25 m. Sie ist von einem massiven Graben mit einer Breite von 10–15 m umgeben. vermutlich wurden nachträglich drei Keller vom Graben aus errichtet. | 28118/4-865 Info Katalog | weitere Bilder |
| Jeřeň (Standort)                          | Kreuzstein        | Monolithischer Kreuzstein mit dem Flachrelief eines griechischen Kreuzes. | 105424 Info Katalog      | weitere Bilder |

### Kostrčany(Kosterschan)
| Lage                    | Objekt            | Beschreibung | ÚSKP-Nr.                  | Bild           |
| ----------------------- | ----------------- | --- | ------------------------- | -------------- |
| Kostrčany 17 (Standort) | Schloss Kostrčany | Das barocke Schloss Kosterschan, das im 18. Jahrhundert (erstmals 1725 erwähnt) die örtliche Renaissancefestung ersetzte. Ein kleines einstöckiges Gebäude mit rechteckigem Grundriss und einem Mansarddach. Das Areal besteht aus einem ehemaligen Gutshaus mit einem Park an seiner Westseite und einem angrenzenden Wirtschaftshof, der am nordwestlichen Ende des Areals durch ein Stallgebäude, im Westen durch den ehemaligen Getreidespeicher, im Südosten durch ein Gesindehaus und eine ehemalige Kapelle und eine Scheune am südlichen Rand des Areals begrenzt wird. Das Areal wird für den Obstanbau und Agrotourismus genutzt und besteht aus Schloss, Kapelle, Park, Stallungen, Wirtschaftsgebäude, Getreidespeicher und Scheune. | 50832/4-5254 Info Katalog | weitere Bilder |

### Nahořečice(Nahoretitz)
| Lage                  | Objekt                | Beschreibung | ÚSKP-Nr.                 | Bild           |
| --------------------- | --------------------- | --- | ------------------------ | -------------- |
| Nahořečice (Standort) | Kirche des hl. Wenzel | Ursprünglich als gotische Kirche Mitte des 14. Jahrhunderts erbaut, die erste urkundliche Erwähnung stammt aus dem Jahr 1359. In den Jahren 1681–1698 wurde sie barock umgebaut (bzw. als kompletter Neubau errichtet). Geostetes Kirchenschiff mit dreiseitigen Presbyterium, mit Strebepfeilern und einem prismatischen Turm an der Westseite. | 23094/4-951 Info Katalog | weitere Bilder |

### Velký Hlavákov(Groß Lubigau)
| Lage                      | Objekt                               | Beschreibung | ÚSKP-Nr.                  | Bild           |
| ------------------------- | ------------------------------------ | --- | ------------------------- | -------------- |
| Velký Hlavákov (Standort) | Kapelle des hl. Johannes von Nepomuk | Kapelle des hl. Johannes von Nepomuk vom Anfang des 19. Jahrhunderts, ein kleiner Sakralbau mit rechteckigem Grundriss und dreiseitigem Giebel, einem Satteldach und einem achteckigen Glockenturm mit Laterne und blechverkleidetem Zwiebelturm. | 26010/4-1125 Info Katalog | weitere Bilder |

## Ausführliche Denkmaltexte
1. ↑  Schloss Waltsch

Weiträumige Schlossanlage auf einer exponierten Geländeterrasse mit großem Park. Der Haupteingang des Schlosses liegt in der Achse der Westfassade an der Parkseite. Die meisten Wirtschafts- und Verwaltungsgebäude befinden sich südwestlich des Schlosses. Westlich des Schlosses liegt ein großer Park mit Resten des ursprünglichen barocken Skulpturenschmucks. Im Park, nordwestlich des Schlossgebäudes, befindet sich ein barockes Sommerhaus, Ende des 19. Jahrhunderts umgebaut. Der Schlosspark wird auf der südöstlichen Seite durch eine steinerne Umfriedungsmauer begrenzt, die von zwei Eingangstoren und einer Pforte unterbrochen wird. Etwas tiefer auf der exponierten Terrasse am südwestlichen Rand des Schlossparks steht die monumentale Schlosskirche der hl. Dreifaltigkeit mit Grabkapelle. Auf dem Areal nordwestlich der Kirche steht eine barocke Dreifaltigkeitssäule mit plastischem Dekor. Zum Schlosskomplex gehören: Schloss (Nr. 1), Schmiede, Haus des Schlossverwalters, Gärtnerhaus mit einem Gewächshaus, Remise, Försterei, Sommerschloss, Schlosskirche der hl. Dreifaltigkeit, Terrasse und Brunnen, Obelisk, Theater und illusionistisches Tor, Wasserbehälter, Kaskade mit Plastiken, Skulptur Apotheose des Grafen Spork, Statue des Spartakus, Dido-Statue, Statue der Polyhymnia, Statue der Poesie, Statue der Philosophie, Neid-Statue, Treue-Statue, Statue der Bescheidenheit, Vanitas-Statue, Statue des List, Statue des Chronos und der Selene, Statue des Chronos und der Eos, Olympus-Statue, Statue des Sylenos, Satyr-Statue, Pan-Statue, Statue des Dionysos, Statue von Atys und Io, Statue von Perseus und Andromeda, Statue der Opferung der Iphigenie, Statue des Hermes und der Aphrodite, Statue von Dionysos und Persephone, Statue von Meleagros und Atalanta, Statue der Aphrodite, Statue von Demeter, Ares-Statue, Herakles-Statue, Statue des David-Torsos, Säule der hl. Dreifaltigkeit, Statue des hl. Prokop, Statue des hl. Adalbert, Statue der hl. Ludmilla, Einfriedungsmauer mit Tor I, Tor II und Pforte und die Parkanlage.

Auf einem Teil des Areals befand sich eine mittelalterliche Festung mit Kellern, die durch den Bergbau entstanden sind - das Werk sächsischer Bergleute aus dem 15. Jahrhundert (an der Nordseite ein Stollen jüngeren Ursprungs), später von der Brauerei genutzt. Der Denkmalkatalog weist darauf hin, dass diese Teile kein Kulturdenkmal sind.